# Egor Vjal'cev
Egor Ivanovič Vjal'cev (in russo Егор Иванович Вяльцев?; Voronež, 10 ottobre 1985) è un cestista russo.

## Carriera
Con la Russia ha disputato due edizioni dei Campionati europei (2009, 2015).

## Palmarès
- Campionato russo: 1

CSKA Mosca: 2003-04
- VTB United League: 1

Zenit San Pietroburgo: 2021-22
- FIBA EuroCup Challenge: 1

Ural Great Perm': 2005-06
- Eurocup: 2

Chimki: 2011-12, 2014-15